# 克罗地亚和斯拉沃尼亚社会民主党
克罗地亚和斯拉沃尼亚社会民主党（缩写为SDSHiS）是克罗地亚-斯拉沃尼亚王国（奥匈帝国的一部分）的一个社会民主主义政党。该党成立于1894年。1919年4月20日，该党的左翼多数派参与建立南斯拉夫社会主义工人党（共产党人）。